# Divisió (agricultura)

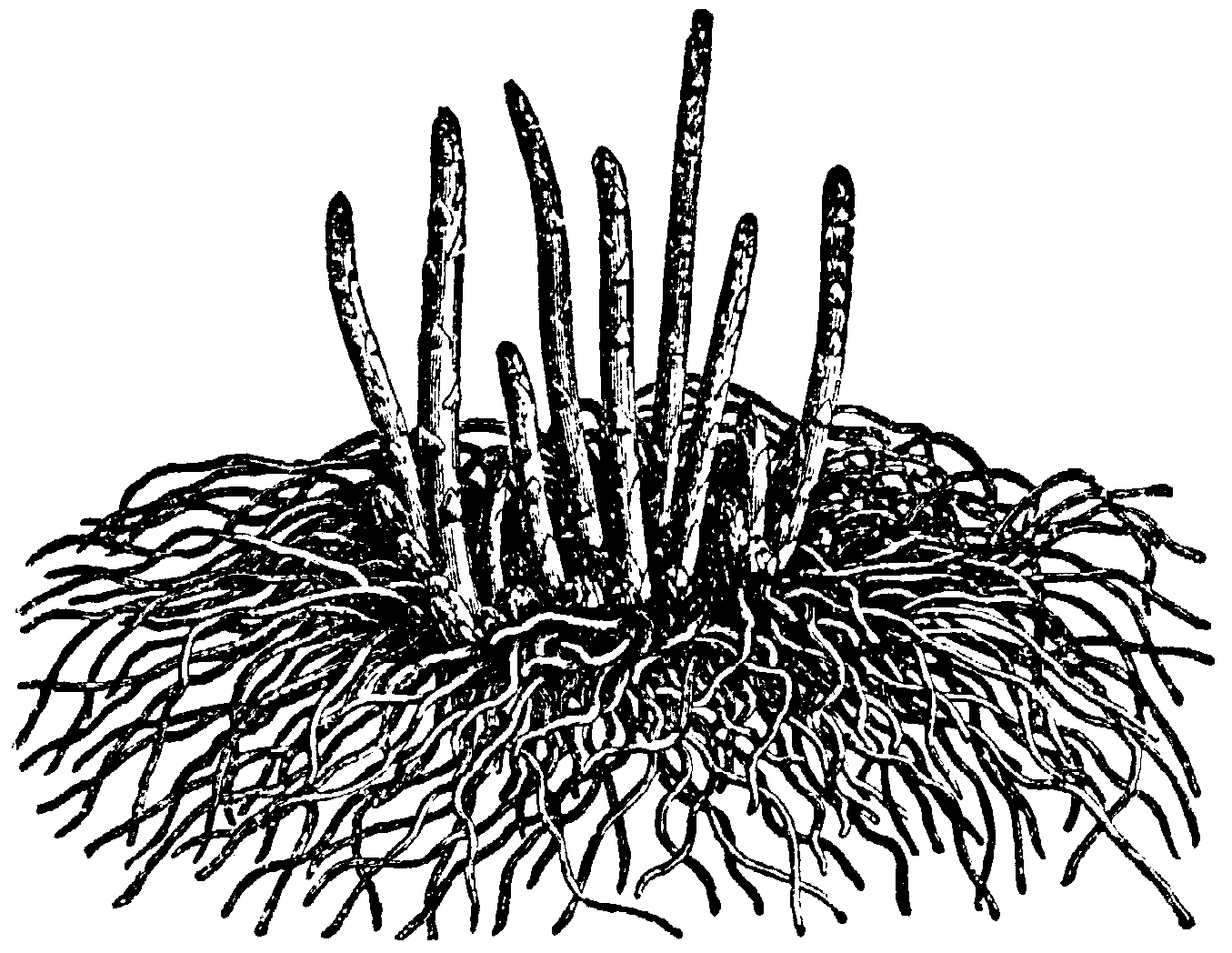
Les mates de les esparregueres es poden dividir o bé reproduir les plantes per les llavors

La divisió (o divisió de mata) en agricultura i jardineria és un mètode mitjançant el qual es propaguen les plantes per reproducció asexual. Amb la divisió una planta, que normalment és herbàcia i perenne, es trenca en dues o més parts. Tant l'arrel com la corona (que és la part de la planta per sota de la superfície del sòl des d'on creixen els nous brots), de cada part resten funcionals.

## Tècnica
Aquesta tècnica és d'origen molt antic i s'ha fet servir des de fa molt de temps per propagar bulbs com els de l'all i el safrà. També és habitual en la propagació de la carxofera. De vegades es planten les patates dividint cada tubercle en trossos. Algunes plantes aromàtiques com la farigola es poden multiplicar també per divisió de mata.
Una corona es pot dividir en trossos més petits usant una forca, un aixadó, un ganivet o les mans. L'eina utilitzada depèn de les dimensions de la planta involucrada. Entre els exemples de plantes que es desenvolupen amb una corona hi ha els gèneres Linum, Sedum i Chrysanthemum.
Si la planta que es divideix experimenta un període de dormició s'ha de dividir just abans de reiniciar el creixement. Si la planta és de fulla persistent la divisió s'hauria de fer a principi de primavera o des de finals de tardor fins a finals d'hivern en els climes més suaus. Les fulles de les plantes dividides s'han de retallar en un terç per a evitar la pèrdua d'aigua i el marciment mentre es desenvolupen els nous brots.
La divisió d'arrels és una pràctica comuna en el cultiu d'arbres i d'alguns arbusts, les arrels que desenvolupen gemmes són les que es troben més a prop de la superfície del sòl.
En jardineria la divisió es fa a petita escala, ja que la majoria de la propagació comercial es realitza a través del cultiu de teixits vegetals.